# Saki Seto
Saki Seto (瀬戸 早妃, Seto Saki) née le 21 juin 1985 à Sendai, préfecture de Miyagi, Japon est une actrice japonaise, une gravure idol, et une personnalité de la télévision. Son interprétation la plus remarquable est Shimokita Glory Days en 2006 pour TV Tokyo. Son premier film, paru en 2005, s'intitule Seoul Raiders.

## Télévision
- Hana Yori Dango 2 (TBS, 2007)
- Kiraware Matsuko no Issho (TBS, 2006)
- Shimokita Glory Days (TV Tokyo, 2006)
- Toritsu Mizusho! (NTV, 2006)
- Gekidan Engimono Otoko no Yume (Fuji TV, 2006)
- Hana Yori Dango (TBS, 2005)
- Haruka Seventeen (TV Asahi, 2005)
- Mito Komon (TBS, 2005, S34)
- Ju Nana Sai Natsu (TV Asahi, 2003)

## Filmographie
- Seoul Raiders (2005)

## DVD
- セトサキ (2002)
- Pure 素顔の17歳 (2003)
- Feminine (2003)
- ミスマガジン2003 Saki Seto (2003)
- Saki Seto Fruit Panic (2004)
- Graduation (2004)
- Saki Seto clover (2004)
- Saki Seto Heat Wave (2005)
- Saki Seto, 甘い君の記憶 (2005)
- LOVE Saki Seto (2006)
- Tough & Peace (2006)
- Saki Seto, せ・と・さ・き (2006)
- 早妃みだれる (2010)